# ГЕС Дак-Мі 2
ГЕС Дак-Мі 2 – гідроелектростанція, що споруджується у центральній частині В’єтнаму. Знаходячись перед ГЕС Дак-Мі 3, становитиме верхній ступінь  каскаду на річці Дак-Мі – верхній течії Vu Gia, яка впадає до Південно-Китайського моря в районі Дананга, утворюючи спільну дельту із Thu Bon. Можливо також відзначити, що вище за течією планується спорудити ГЕС Дак-Мі 1, будівництво якої наразі затягнулось через плани збільшення потужності.
У межах проекту річку перекриють водозабірною греблею, яка утримуватиме невелике водосховище з площею поверхні 0,13 км2 та об’ємом 935 тис м3. Зі сховища прокладуть дериваційний тунель до розташованого за 7 км машинного залу. Останній обладнають двома турбінами типу Френсіс потужністю по 49 МВт, які при напорі у 252 метри забезпечуватимуть виробництво 415 млн кВт-год електроенергії на рік.
Видача продукції відбуватиметься по ЛЕП, розрахованій на роботу під напругою 220 кВ.
Завершення станції заплановане на 2020 рік.